# François Ponchaud

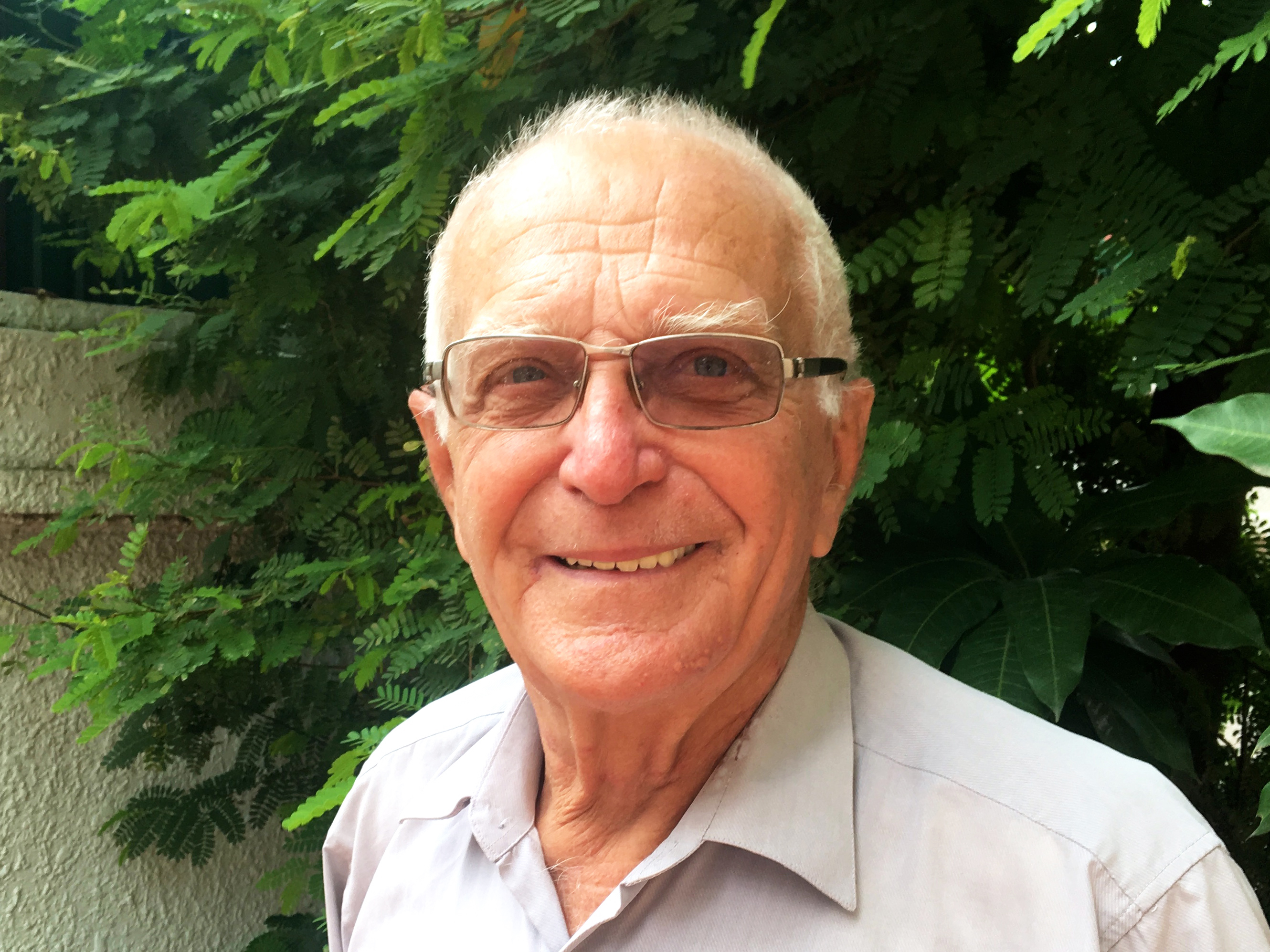
François Ponchaud (2017)

François Ponchaud (sinh năm 1939 và mất ngày 17 tháng 1 năm 2025) là một linh mục và nhà truyền đạo Công giáo người Pháp đến Campuchia. Ông nổi tiếng với tài liệu về tội ác diệt chủng xảy ra dưới thời Khmer Đỏ (KR), và là một trong những người đầu tiên vạch trần các hành vi vi phạm nhân quyền đang được thực hiện vào thời điểm đó.

## Tiểu sử
Ponchaud chào đời ở Sallanches nước Pháp và là một trong mười hai người con của một gia đình đông con. Ông nhập học chủng viện vào năm 1958 nhưng năm sau thì phải rời khỏi nơi đó vì nghĩa vụ quốc gia. Ông dành ba năm ở Algérie làm lính nhảy dù trong Chiến tranh Algeria và trở lại với việc học năm 1961, trở thành một tu sĩ dòng Tên. Ông tình nguyện nộp đơn thông qua Hội Thừa sai Paris cho một nhiệm vụ để thực hiện công việc truyền giáo, và được phái sang Campuchia.
Ponchaud 26 tuổi và mới được thụ phong linh mục khi đến Campuchia năm 1965. Ông sống ở Campuchia từ năm 1965 đến năm 1975. Khi thủ đô Phnôm Pênh rơi vào tay Khmer Đỏ vào ngày 17 tháng 4 năm 1975, Ponchaud bị giam giữ trong đại sứ quán Pháp. Vào ngày 8 tháng 5 năm 1975, Khmer Đỏ cho di dời đại sứ quán và Ponchaud là một trong những người phương Tây cuối cùng rời khỏi Campuchia. Ông khá thông thạo tiếng Khmer.
Sau chiến thắng của Đảng Cộng sản Campuchia, mọi liên lạc với thế giới bên ngoài đều bị ngừng lại, nhưng sau một bài xã luận đăng trên tờ Le Monde vào tháng 2 năm 1976, Ponchaud đã viết một bài báo dài ba trang, trong đó mô tả những lạm dụng có hệ thống mà ông đã chứng kiến trong khi Phnôm Pênh đang trong cảnh hoang tàn đổ nát, và sau đó, ông đã viết nên tác phẩm Cambodge année zéro (Cambodia: Năm Số Không), một cuốn sách về nạn diệt chủng Campuchia, được xuất bản năm 1977, và cuốn sách của ông được ghi nhận là một trong những ấn phẩm đầu tiên liên quan đến nạn diệt chủng. William Shawcross đã nói rằng cuốn sách này là "tài liệu hay nhất viết về thời kỳ cai trị của Khmer Đỏ".
Trong bốn năm sau khi bị trục xuất, ông và François Bizot đã tận tình giúp đỡ công dân Campuchia và Pháp trốn khỏi Campuchia. Sau khi chế độ Khmer Đỏ bị lật đổ vào năm 1979, ông mới trở về Campuchia.  Ông đã đưa ra bằng chứng tại Toà án Khmer Đỏ năm 2013 trong các phiên tòa xét xử tội ác chiến tranh đang được tổ chức. Khi đứng trên bục, ông nói rằng mình là nhân chứng của vụ đánh bom "bất hợp pháp" trút xuống Campuchia, được gọi là Chiến dịch Menu, bởi không quân Mỹ, và Henry Kissinger, cựu Ngoại trưởng Mỹ nên ra tòa vì hành động của ông ấy. Ponchaud đã nói về nạn diệt chủng như sau, "Trên tất cả, việc chuyển đổi thành hành động về tầm nhìn đặc biệt của một con người [sic]: Một người bị chế độ tham nhũng làm cho hư hỏng không thể sửa đổi lại mình, anh ta phải bị loại bỏ khỏi sự thuần khiết của tình huynh đệ." Trong lời khai về những gì đã xảy ra với các sĩ quan từ chế độ cũ dưới thời Lon Nol, Ponchaud tuyên bố rằng vào năm 1975, Khmer Đỏ đã nhắm mục tiêu tiêu diệt bất cứ ai hợp tác với cả Mỹ và chế độ cũ và ông đã nghe được từ bốn nhân chứng kể lại là Khmer Đỏ đã giết chết 380 người ở Phnom Thipdey, một xã thuộc tỉnh Battambang.
Năm 2001, một bộ phim tài liệu mang tên The Cross and the Bodhi Tree: Two Christian Encounters with Buddhism đã được phát hành, bộ phim nói về cách Phật giáo đã định hình cả cuộc đời của Ponchaud, và của một nữ tu Tin Lành, Mẹ Rosemary.

## Tác phẩm đã xuất bản
- Cambodia: Year Zero Henry Holt & Co 1978 ISBN 978-0030403064
- Social Change in the Vortex of Revolution In Cambodia 1975 – 1978: Rendezvous with Death Pages 151-177 Princeton University Press 1989 Editor Karl Jackson ISBN 978-0691025414
- La cathedrale de la riziere: 450 ans d'histoire de l'eglise au Cambodge Fayard 1990 ISBN 978-2866790691
- Buddha e Cristo. Le due salvezze Fayard 2005 EDB ISBN 978-8810604205